# Tūshī
Tūshī är en ort i Iran.   Den ligger i provinsen Gilan, i den nordvästra delen av landet, 210 km nordväst om huvudstaden Teheran. Tūshī ligger 132 meter över havet och antalet invånare är 245.
Terrängen runt Tūshī är varierad. Runt Tūshī är det ganska tätbefolkat, med 155 invånare per kvadratkilometer. Närmaste större samhälle är Lāhījān, 16,1 km nordost om Tūshī. I omgivningarna runt Tūshī växer i huvudsak blandskog.